# John Chilembwe
John Chilembwe, né vers 1871 et mort le 3 février 1915 dans le Nyassaland (actuel Malawi), est un pasteur chrétien baptiste. 
Formé au pastorat aux États-Unis, il est l'un des premiers opposants à la colonisation du Nyassaland (aujourd'hui le Malawi). Peu après le début de la Première Guerre mondiale, il organise un soulèvement infructueux contre le gouvernement colonial. John Chilembwe est considéré comme un héros de l'indépendance du Malawi où il est célébré par une fête nationale le 15 janvier.

## Jeunesse
On connaît peu de choses sur les origines et la naissance de John Chilembwe. Un pamphlet américain de 1914 prétend qu'il est né à Sangano, une localité du district de Chiradzulu, dans le sud de l'actuel Malawi, en juin 1871. Joseph Booth, son mentor, déclare que son père était un Yao et sa mère une esclave Mang'anja, capturée à l'occasion d'une guerre. Il s'agit d'informations de l'époque. En 1990, sa petite-fille déclare que le père de John Chilembwe était probablement appelé Kaundama, et qu'il s'était installé à Mangochi Hill dans le district du même nom, au moment des incursions Yao sur le territoire des Mang'anja ; la mère de John aurait eu pour nom Nyangy, et son nom avant son baptême aurait été Nkologo. Néanmoins, d'autres sources récentes donnent des noms parentaux différents. Chilembwe rejoint une mission de l'Église d'Écosse vers 1890.

### Influence de Joseph Booth
En 1892, il est domestique de Joseph Booth, un missionnaire baptiste indépendant. Booth arrive en Afrique en 1892, et il établit une mission baptiste appelée Zambezi Industrial Mission près de Blantyre. Il critique les réticences des missions presbytériennes écossaises à admettre les Africains comme membres à part entière de l'Église, et il fonde ultérieurement sept autres missions indépendantes au Nyassaland, lesquelles, à l'instar de la mission initiale, prônent l'égalité de tous les fidèles. Fréquentant assidûment la maison et la mission de Booth, John Chilembwe se familiarise avec les idées religieuses radicales et les tendances égalitaires du missionnaire,
Booth quitte le Nyassaland, accompagné de Chilembwe en 1897 ; il revient seul, en 1899, puis quitte définitivement le pays en 1902, tout en continuant à correspondre avec John Chilembwe. Après 1906, Booth est fortement influencé par le millénarisme ; l'influence qu'il aurait pu avoir sur Chilembwe après 1902 n'est cependant pas établie, quoiqu'il ait fortement influencé le propagateur des idées de Charles Taze Russell, Elliot Kenan Kamwana, le premier dirigeant, au Nyassaland, du mouvement de la Tour de guarde, lié aux Témoins de Jéhovah,.

### Formation aux États-Unis
En 1897, Booth et Chilembwe se rendent ensemble aux États-Unis. Booth présente Chilembwe à Lewis G. Gordon, secrétaire pour les missions étrangères de la Convention baptiste nationale, USA, lequel lui permet de rejoindre le Virginia Theological Seminary and College (aujourd'hui l'université de Virginie à Lynchburg), un établissement d'enseignement d'obédience baptiste où il étudie l'histoire afro-américaine.
Le principal de l'établissement est un militant de la cause noire, Gregory Hayes, qui, à l'instar de Chilembwe, avait été confronté aux préjugés à l'encontre des Noirs. Chilembwe est exposé aux idées radicales du mouvement noir-américain et aux travaux de John Brown, Booker T. Washington, Frederick Douglass et d'autres. Il est ordonné prêtre à Lynchburg en 1899. Après avoir terminé ses études, il retourne au Nyassaland en 1900 avec la bénédiction du bureau des missions étrangères et le soutien financier de la convention nationale baptiste (National Baptist Convention).
Durant les douze premières années de son ministère au Nyassaland, Chilembwe encourage au respect de soi des Africains, au développement par l'éducation, le travail acharné et la responsabilisation personnelle, suivant en cela Booker T. Washington. Ses actions sont, à l'origine, soutenues par les missions protestantes, tandis que ses relations avec les catholiques sont moins fraternelles. À partir de 1912, il développe des contacts étroits avec les Églises d'institution africaine, mais aussi les Églises baptistes du Septième Jour et les Églises du Christ dans l'espoir de les fédérer autour de sa propre Église. Quelques-uns des partisans de Chilembwe sont d'anciens membres de la Tour de garde et John Chilembwe garde contact avec Elliot Kamwana, mais l'influence des croyances millénaristes de ce dernier sur Chilembwe est minimisée par la plupart des auteurs, à l'exception des Linden,,. Bien que la grande majorité des personnes reconnues coupables de rébellion et condamnées à mort ou à de longues peines après le soulèvement de 1915 soient membres de l'Église de Chilembwe, quelques autres membres des Églises du Christ à Zomba sont également reconnus coupables .

## Retour au Nyassaland

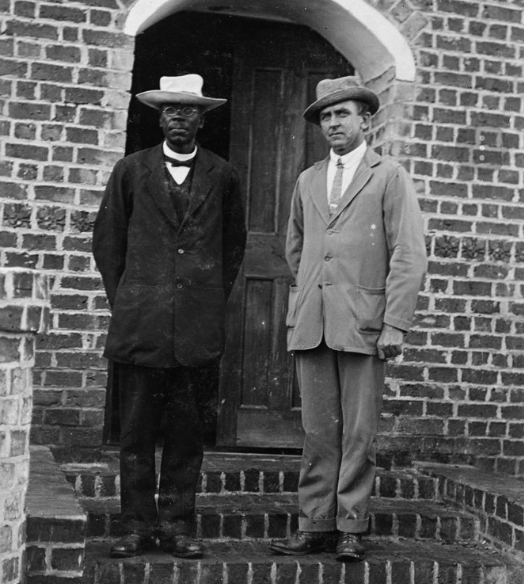
Dernière photo connue de John Chilembwe (à gauche), datant de 1914.

En 1900, Chilembwe revient au Nyassaland pour, selon ses propres mots, « travailler au sein de sa race apeurée (ou aveuglée) ». Soutenu financièrement par la Convention baptiste nationale d'Amérique (en) qui met à également à sa disposition deux adjoints jusqu'en 1906, il crée la Providence Industrial Mission (en) dans le district de Chiradzulu. Durant la première décennie de son existence, la mission se développe lentement, grâce aux aides modestes mais régulières de ses donateurs américains. Plusieurs écoles sont créées, qui, en 1912, accueillent environ mille élèves et huit cents adultes,. Dès 1905, il utilise sa position dans l'Église pour déplorer la condition des Africains dans le protectorat, sans critiquer trop ouvertement le gouvernement afin d'éviter d'être considéré comme subversif. Néanmoins, vers 1912 ou 1913, il devient plus ouvertement militant et s'élève contre les droits fonciers qui prévalent sur les hauts plateaux de la Shire et contre les conditions de travail des locataires-résidents des domaines fonciers coloniaux, notamment celles de la plantation A. L. Bruce Estates.
On prétend aussi que Chilembwe prêche une forme de millénarisme et que c'est cela qui influence sa décision de déclencher un soulèvement armé en 1915. Il n'y a cependant que peu de preuves de cela, et, au moins durant ses dix premières années au Nyassaland, il prône d'abord le christianisme et l'émancipation par le travail,. On peut considérer que son millénarisme s'affirme à partir de 1914,, lorsqu'il commence à baptiser de nouveaux membres sans leur avoir dispensé d'éducation préalable, à l'encontre de la pratique baptiste habituelle. Cet éloignement des pratiques baptistes est cependant ambigu, John Chilembwe pouvant être considéré comme moins inspiré par les mouvements ouvertement millénaristes, tels les Adventistes du septième jour, que par l'éthiopianisme, typique des Églises africaines, souvent soutenues par les Noirs américains, qui s'éloigne lui aussi des mouvements plus orthodoxes venus d'Europe, presbytérianisme, baptisme, méthodisme et autres.

### Griefs vis-à-vis du système colonial
Sur les hauts plateaux de la Shire, la partie la plus densément peuplée du protectorat, les domaines possédés par les colons européens occupent 867 000 acres, plus de 350 000 hectares, presque la moitié des meilleures terres arables. Peu d'Africains restent sur les terres des domaines lorsque leurs propriétaires introduisent le travail forcé comme forme de paiement ; ils préfèrent s'établir sur les terres de la Couronne où le droit coutumier leur permet d'utiliser des terres (parfois surpeuplées) appartenant à la communauté, ou bien devenir des travailleurs migrants,. Malgré cela, les propriétaires, disposant de larges étendues de terres mais de peu de main-d'œuvre, peuvent faire appel aux migrants venus du Mozambique, qui ne possèdent aucun droit sur les terres communes, et qui acceptent des conditions jugées inacceptables par les Nyassa. On les appelle Anguru, un terme commode employé par les Européens pour désigner différents peuples, dont la plupart parlent des langues du groupe makua, notamment le lomwe, et qui se désignent eux-mêmes de différentes manières selon leur région d'origine au Mozambique. Ils quittent ce pays en nombre à partir de 1899, lorsqu'un code du travail très dur est introduit, et en plus grand nombre encore en 1912 et 1913, lorsqu'une famine frappe leur pays d'origine. En 1912, le Bureau des Colonies britannique les décrit comme travaillant pour des salaires très bas « comme nulle part ailleurs en Afrique ». La plupart des personnes condamnées après le soulèvement sont identifiées comme Anguru.
Les conditions dans les domaines où les Anguru deviennent « locataires » sont très difficiles et ils sont, comme les résidents des terres de la Couronne, soumis à une augmentation de la hut tax (une taxe d'habitation) malgré les pénuries alimentaires. La Providence Industrial Mission de Chilembwe se trouve dans une zone dominée par le domaine A. L. Bruce Estates, qui tient son nom du gendre de David Livingstone. À partir de 1906, le domaine commence à planter une variété de coton robuste, adaptée au climat du haut plateau. Le coton requiert beaucoup de travail pendant sa période de croissance, et le gestionnaire de l'exploitation, William Jervis Livingstone, censé être un lointain parent de David Livingstone, veille à ce que 5 000 travailleurs au moins soient disponibles durant cinq ou six mois, utilisant pour cela le système du thangata, forme de travail forcé exigé en paiement de loyers et taxes ; il sous-paie ses ouvriers et use d'une brutale coercition. Alexander Livingstone Bruce, qui possède A. L. Bruce Estates, demande à Jervis Livingstone de ne plus autoriser les activités des missions ni les ouvertures d'écoles sur ses terres ; l'entreprise fournit cependant des soins de santé gratuits à ses employés.
Alexander Livingstone Bruce est convaincu que les Africains éduqués n’ont aucune place dans la société coloniale et s’oppose à leur éducation. Il fait également fait part de sa détestation pour Chilembwe et considère que toutes les Églises dirigées par des Africains sont des centres d'agitation ; il interdit qu'on en construise sur le domaine. La mission de Chilembwe est un foyer d'agitation aux yeux des colons et Chilembwe lui-même est considérée comme le porte-parole des locataires africains du domaine de Bruce. La direction du domaine fait incendier les églises construites sur les terres du domaine, les considérant comme des foyers séditieux, notamment à cause de la revendication de pouvoir accéder aux terres laissées en friche.
John Chilembwe est irrité par le refus de Livingstone, des colons en général, et du gouvernement de reconnaître la valeur des Africains, ainsi que par le fait que le régime colonial n'accepte d'accorder aucune opportunité politique ou économique aux Africains y compris à ceux éduqués par les missions ou ayant fait des études supérieures à l'étranger. Nombre de ces derniers deviennent d'ailleurs des lieutenants de Chilembwe lors du soulèvement,.

## Contexte du soulèvement de 1915
Bien que la première décennie de la Providence Industrial Mission soit plutôt positive, durant les cinq années qui précèdent sa mort, John Chilembwe fait face à des difficultés à la mission et dans sa vie personnelle. Vers 1910, il se trouve endetté car les fonds américains se tarissent en même temps que les dépenses de la mission augmentent. Des crises d'asthme, la baisse de sa vision et d'une manière générale la dégradation de son état de santé conjuguée à la mort d'une de ses filles aggravent sans doute son sentiment d'aliénation et de désespoir.
Cet ensemble de conditions personnelles et sociales augmentent le ressentiment de Chilembwe à l'encontre des Européens du Nyassaland, et le mène à la révolte. La Première Guerre mondiale est un facteur-clé qui l'amène à songer à passer à l'action, car il pense que son destin est de mener à la délivrance de son peuple,. Durant la guerre, quelque 19 000 Nyassa servent dans les King's African Rifles et 20 000 environ sont réquisitionnés de force pour servir de porteurs à l'occasion, notamment, de la campagne d'Afrique de l'Est contre les Allemands au Tanganyka ; eu égard aux conditions qui leur sont faites, les maladies font des ravages parmi les porteurs. Une des premières batailles, celle de Karonga en septembre 1914, l'amène à écrire une lettre exaltée au Nysaland Times, un journal de Blantyre, où il s'élève contre cette guerre, expliquant que ses compatriotes « versent leur sang » ou deviennent « infirmes à vie » pour « une cause qui n'est pas la leur ». La censure empêche la parution de la missive et, à partir de décembre 1914, Chilembwe est regardé avec suspicion par les autorités coloniales.
Le gouverneur décide de déporter Chilembwe et quelques-uns de ses partisans et, quelques jours avant le déclenchement du soulèvement, il approche le gouvernement de Maurice, lui demandant d'accueillir les déportés. La censure de son courrier semble être le déclencheur qui pousse Chilembwe à la rébellion armée. Il commence des préparatifs, rassemblant un petit groupe de personnes éduquées dans les missions de Blantyre ou dans les écoles des missions indépendantes des hauts plateaux et du district de Ncheu, qui deviennent ses lieutenants. À l'occasion d'une série de réunions tenues en décembre 1914 et au début de janvier 1915, Chilembwe et ses partisans déclarent vouloir s'attaquer au régime politique britannique et le supplanter si possible. Il est possible, cependant, qu'il ait appris qu'on cherchait à le déporter et que cela l'ait amené à avancer la date de la rébellion, rendant son succès moins probable, et lui conférant un aspect de protestation symbolique. L'avancement de la date fait que Chilembwe n'est pas capable de coordonner son soulèvement avec celui planifié dans le district de Ncheu, qui n'a finalement pas lieu. L'échec de la révolte dans le district de Ncheu est peut-être aussi dû au fait que les Adventistes du septième jour et les adeptes de la Tour de garde y professent des idées pacifistes.

## Soulèvement de 1915 et mort
Les objectifs du soulèvement restent mal connus, en partie parce que Chilembwe et beaucoup de ses partisans sont tués, et aussi parce que beaucoup de documents sont détruits par le feu en 1919. Cependant, l'utilisation de l'expression « l'Afrique aux Africains » suggère une motivation politique plutôt que purement millénariste et religieuse. L'intéressé est censé avoir fait un parallèle entre son soulèvement et celui de John Brown et avoir déclaré son désir de « frapper puis mourir » juste après le déclenchement de la rébellion,. Cependant, cette interprétation est fondée uniquement sur les déclarations de George Simeon Mwase, un militant politique des années 1920, qui n'était pas présent en 1915 et qui écrit dix-sept ans après les faits. Mwase prétend que l'expression « frapper puis mourir » est répétée plusieurs fois, mais cela n'est pas attesté par ailleurs, voire semble contradictoire avec le déroulement des évènements puisque plusieurs dirigeants du soulèvement restent chez eux et que nombre des protagonistes cherchent à fuir lorsque les troupes coloniales entrent en scène.
Son plan consiste à attaquer simultanément, dans la nuit du 23 au 24 janvier 1915, les zones habitées par les Européens sur les hauts plateaux et les domaines dirigées par les colons blancs. Les forces de Chilembwe, environ deux cents personnes, sont majoritairement issues de la Providence Industrial Mission et de Mulanje, avec l'appui de quelques autres Églises indépendantes. En outre, les forces de Ncheu, issues des Baptistes du septième jour, sont censées se diriger vers le sud et faire jonction avec celles de Chilembwe. Il espère que les mécontents parmi les Africains résidents des domaines se joindront à la révolte.
On ne sait pas s'il existe un plan en cas d'insuccès ; certains suggèrent qu'il envisage une mort à valeur symbolique, d'autres qu'il prévoit de fuir vers le Mozambique. Le plan échoue presque entièrement ; certains des lieutenants ne passent pas à l'acte, peu d'armes sont récupérées malgré l'attaque d'un dépôt d'armes, le groupe de Ncheu ne se soulève pas et donc ne rejoint pas le sud et il n'y a pas de soutien populaire au soulèvement.
L'attaque sur les domaines concerne essentiellement A. L. Bruce Estates où le directeur, William Jervis Livingstone, est tué et décapité, et où deux autres Européens sont tués ainsi que trois hommes Africains. Une mission dirigée par un Blanc est brûlée et le missionnaire qui la dirige est sérieusement blessé, tandis qu'une fillette africaine périt dans les flammes. À l'exception de cette dernière, tous les morts et les blessés sont des hommes, Chilembwe ne voulant pas qu'on s'en prenne aux femmes. Le 24 janvier, un dimanche, il conduit un service religieux dans l'église de sa mission à l'extérieur de laquelle la tête de Livingstone est fichée sur un poteau. Le 26, il constate que le soulèvement échoue à obtenir un soutien populaire. Après avoir échappé à une tentative de capture, il essaie de fuir vers le Mozambique, mais il est pourchassé et abattu le 3 février 1915,.

## Conséquences
La plupart des partisans de Chilembwe et plusieurs autres simples participants sont exécutés juste après la fin de la révolte, à la suite de procès sommaires permis par l'instauration de la loi martiale. Le nombre total de personnes exécutées n'est pas connu, car des exécutions sommaires sans procès sont perpétrées par des membres de la Nyasaland Volunteer Reserve (une milice de colons),,.
Une commission d'enquête est mise sur pied et, lors des auditions de juin 1915, les planteurs européens mettent en cause les activités missionnaires tandis que les missionnaires blancs mettent en avant les dangers que font courir les enseignements et les prêches dispensés par les Églises d'institution africaine telle celle de John Chilembwe. Plusieurs Africains se plaignent, quant à eux, du traitement infligé aux travailleurs dans les domaines, mais leur témoignage est largement ignoré. L'enquête, chargée d'éclaircir les causes de la révolte, accuse Chilembwe et son mélange d'enseignement politique et religieux, mais elle pointe aussi les dures conditions de travail et le comportement inutilement brutal qui caractérisent le domaine de Livingstone. La commission apprend ainsi que les conditions imposées par le domaine étaient illégales et oppressives, ainsi le fait de payer les travailleurs mal et en nature, en exigeant un travail excessif et en ne prenant pas en compte la totalité du labeur accompli, outre le fait de battre et fouetter les ouvriers et les locataires. Ces abus sont confirmés par les travailleurs de Magomero, entendus par la commission en 1915.
Livingstone est le seul responsable de ces conditions de travail, ayant le contrôle absolu du domaine ; le concept selon lequel la seule relation appropriée entre Africains et Européens est celle de maître à esclave est au cœur de la société coloniale, au sommet de laquelle se trouvent les propriétaires fonciers. C'est cela que voulait combattre Chilembwe à travers l'enseignement dispensé dans ses écoles, et la raison pour laquelle il finit par passer à l'action violente,.

## Postérité

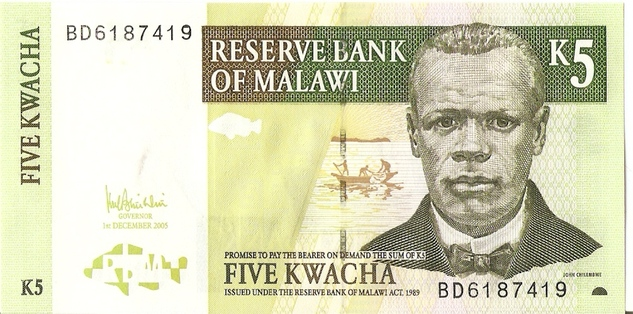
Billet de 5 kwacha de 2005.

Le Nyassaland obtient son indépendance en 1964 et devient le Malawi. Le portrait de John Chilembwe figure sur l'avers de tous les billets de la nouvelle monnaie, le kwacha, de 1997 à mai 2012, date à laquelle de nouveaux billets sont mis en circulation ; le billet de 500 kwacha porte toujours son portrait à l'instar, depuis décembre 2016, du billet de 2 000 kwacha. Une journée nationale en sa mémoire est commémorée annuellement le 15 janvier.